# Trivirostra
Trivirostra là một chi ốc biển cỡ nhỏ, là động vật thân mềm chân bụng sống ở biển thuộc họ Triviidae.

## Các loài
Các loài thuộc chi Trivirostra bao gồm:
- Trivirostra akroterion (Cate, 1979)
- Trivirostra bayeri Fehse, 1998[2]
- Trivirostra bocki Schilder, 1944
- Trivirostra boucancanotica Fehse & Grego, 2002[3]
- Trivirostra clariceae Cate, 1979
- Trivirostra corinneae (Shaw, 1909): đồng nghĩa của Purpurcapsula corinneae (Shaw, 1909)
- Trivirostra corrugata (Pease, 1868)
- Trivirostra dekkeri Fehse & Grego, 2009[4]
- Trivirostra edgari (Shaw, 1909)
- Trivirostra elongata Ma, 1997
- Trivirostra exigua (J. E. Gray, 1831): đồng nghĩa của Purpurcapsula exigua (Gray, 1831)
- Trivirostra ginae Fehse & Grego, 2002[5]
- Trivirostra hordacea (Kiener, 1843)
- Trivirostra hyalina Schilder, 1933
- Trivirostra insularum Schilder, 1944
- Trivirostra keehiensis Cate, 1979
- Trivirostra letourneuxi Fehse & Grego, 2008[6]
- Trivirostra mactanica Fehse & Grego, 2002[7]
- Trivirostra natalensis Schilder, 1932
- Trivirostra oryza (Lamarck, 1811)[8]
- Trivirostra oshimaensis Cate, 1979
- Trivirostra pellucidula (Gaskoin, 1846)
- Trivirostra polynesiae Cate, 1979
- Trivirostra poppei Fehse, 1999[9]
- Trivirostra pseudotrivellona Fehse & Grego, 2008[10]
- Trivirostra rubramaculosa Fehse & Grego, 2002[11]
- Trivirostra scabriuscula (Gray, 1827)
- Trivirostra shawi Schilder, 1933
- Trivirostra sphaeroides Schilder, 1933
- Trivirostra spioinsula Cate, 1979
- Trivirostra thaanumi Cate, 1979
- Trivirostra tomlini F. Schilder & M. Schilder, 1944
- Trivirostra triticum Schilder, 1932
- Trivirostra tryphaenae Fehse, 1998[12]
- Trivirostra turneri Schilder, 1932
- Trivirostra vayssierei Cate, 1979
- Trivirostra vitrina Cate, 1979
- Trivirostra yangi Fehse & Grego, 2006[13]

## Hình ảnh

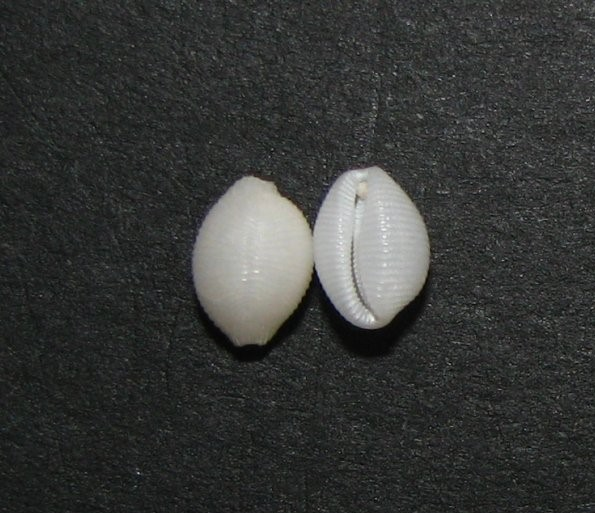